# Сиффреди, Марко
Марко Сиффреди (фр. Marco Siffredi; 22 мая 1979, Шамони-Мон-Блан, Верхняя Савойя, Овернь — Рона — Альпы, Франция — 8 сентября 2002, кулуар Хорнбайна, Джомолунгма, Солукхумбу, Сагарматха, Восточный регион, Непал) — французский сноубордист, альпинист и путешественник-исследователь. Стал первым человеком, сумевшим спуститься с Эвереста на сноуборде в 2001 году через кулуар Нортона. Погиб в 2002 году, пытаясь спуститься с Эвереста во второй раз, но теперь уже через кулуар Хорнбайна.

## Спуски на сноуборде
Марко Сиффреди родился и вырос в популярном горнолыжном регионе Шамони-Монблан в семье альпинистов; его отец был горным гидом, а брат погиб в горах во время лавины. Увлёкся альпинизмом и экстремальными спусками на сноуборде, вначале спускаясь в долине Шамони, прежде чем расширить горизонты до больших пиков.
В мае 1996 года Сиффреди на сноуборде спустился по северной стороне Эгюий-дю-Миди вдоль трассы Мэллори, спуск на 1000 метров с проходами более 50 градусов.
В 1998 году, в рамках подготовки к восхождению на Гималаи, вместе с Филиппом Форте и Рене Робером отправился на гору Токилахао в Перу (6 032 м), где упал со сноуборда на спуске.
17 июня 1999 года стал первым человеком, спустившимся на сноуборде с ледника Нан-Блан на горе Эгюий-Верт с проходами более 55 градусов. Сиффреди заслужил репутацию одного из лучших экстремальных сноубордистов в мире, став вторым после Жан-Марка Бойвина, совершившего лыжный спуск с Нан Блана в 1989 году. После этого он нацелился на высочайшую вершину мира.
Осенью того же года стал первым человеком, спустившимся на сноуборде с горы Дордже Лхакпа (6 988 м) в Непале.
В июне 2000 года Сиффреди покорил гору Уайна-Потоси (6 088 м) в Боливии, а осенью Чо-Ойю (8 201 м) в Гималаях, шестой по высоте восьмитысячник мира.
Осенью 2001 года Сиффреди покорил гору Шишабангма (8 027 м) в Гималаях с намерением спуститься с неё на сноуборде, но из-за сильных ветров не смог весь спуск совершить на сноуборде.

## Первый спуск с Эвереста
23 мая 2001 года Сиффреди, используя кислород и помощь двоих шерпов, которые несли оборудование, достиг вершины Эвереста. Сначала он планировал спуститься через кулуар Хорнбайна, который сам Марко считал «Святым Граалем» сноубординга, но был вынужден выбрать альтернативный маршрут из-за нехватки снега. В результате, Сиффреди спускался через кулуар Нортона. По дороге из-за сильного холода (-35 °С) сломался крепёжный ремень его сноуборда. Всё же Марко смог спуститься до 6400 метров за два с половиной часа.
Накануне, 22 мая, австриец Стефан Гатт достиг вершины сам и без использования кислорода. Он шёл на сноуборде до высоты 8 600 метров вдоль северной стены, но на этой высоте из-за очень сильного снега был вынужден продолжить спуск без сноуборда; только на высоте 7500 метров Стефан вновь смог воспользоваться сноубордом, спустившись на нём до 6 450 метров. Были споры о том, кому, Сиффреди или Гатту засчитают первый спуск с Эвереста на сноуборде, так как Стефан вышел и стал спускаться раньше, чем Марко, но он не использовал сноуборд около 1000 м. Сайт EverestNews.com приписывал первенство Сиффреди, в то время как сайт TransWorld SNOWboarding засчитал первенство обоим, тем самым признав их достоинства и недостатки.

## Второй спуск с Эвереста
В начале августа 2002 года Сиффреди отправился в Непал, намереваясь всё же спуститься с Эвереста на сноуборде через кулуар Хорнбайна. Время было выбрано не лучшее, Марко надеялся, что в этот раз снега будет больше. 10 августа он покинул Катманду с тремя шерпами, достигнув базового лагеря в Тибете 14 августа. 7 сентября группа Сиффреди достигла передового поля на высоте 8300 м. 8 сентября 2002 года, после изнурительного 12-часового восхождения, Сиффреди и шерпы достигли вершины в 14:10. Однако, по словам одного из шерпов, Сиффреди не проявил большого энтузиазма, сказав, что он «устал, устал … слишком много поднимается …»
После того, как погодные условия начали меняться, шерпы призвали Сиффреди отказаться от спуска, но он проигнорировал их предупреждения и, позволив себе лишь час отдыха, сразу после 15:00 начал пробираться к кулуару Хорнбайна. Его товарищи-шерпы периодически видели Марко. На Северном седле, примерно 1,300 м ниже третьего лагеря, оба шерпа сообщили, что видят отдалённый образ человека, встающего, затем тихонько спускающегося с горы. Больше Сиффреди никто не видел, следы сноуборда не обнаружены, его тело не найдено.